# Richard Anuszkiewicz
Richard Anuszkiewicz (* 23. Mai 1930 in Erie, Pennsylvania, USA; † 19. Mai 2020 in Englewood, New Jersey) war ein US-amerikanischer Maler und Grafiker. Er war ein Pionier der Op-Art und galt als einer ihrer wichtigsten Vertreter. Anuszkiewicz lebte und arbeitete lange in New York City.

## Leben und Werk
Richard Anuszkiewicz studierte von 1948 bis 1953 am Cleveland Institute of Art in Cleveland, Ohio (Abschluss Bachelor of Fine Arts) und danach von 1953 bis 1955 an der Yale University School of Art and Architecture in New Haven, Connecticut bei Josef Albers, wo er seinen Master of Fine Arts machte.
Im Jahr 1960 hatte Anuszkiewicz seine erste Einzelausstellung in der Galerie The Contemporaries in New York. Das Museum of Modern Art (MoMA) in New York erwarb schon damals eines seiner Bilder. Er nahm an der Ausstellung Geometric Abstraction in America des Whitney Museum of American Art, New York, teil (1962) und an Americans 1963 am MoMA (1963). Das Life Magazin nannte ihn in der Vorschau auf die große Op-Art-Ausstellung The Responsive Eye am MoMA (1965) „einen der neuen Zauberer von Op“. Anuszkiewicz war Teilnehmer der Biennale von Venedig, der Florenz-Biennale und 1968 auch der 4. documenta in Kassel.
Seine Werke sind Teil der ständigen Sammlungen internationaler Museen, unter anderem der Buffalo AKG Art Museum, Buffalo, des Art Institute of Chicago, des Cleveland Museum of Art, des Guggenheim Museum in New York, des Hokkaidō Museum of Modern Art, des Metropolitan Museum of Art, des Museum of Modern Art in New York, des Philadelphia Museum of Art und des Whitney Museum of American Art in New York.
Anuszkiewicz befasste sich in seiner Kunst mit den optischen Veränderungen, die auftreten, wenn verschiedene Farben mit hoher Intensität und den gleichen geometrischen Konfigurationen auftreten. Die meisten seiner Arbeiten sind visuelle Untersuchungen von formalen Struktur- und Farb-Effekten. Anuszkiewicz entwickelte in seiner Kunst auch Untersuchungen weiter, die Josef Albers zum Beispiel in seiner Serie Hommage to the Square begann, wo dieser mit Gegenüberstellungen von Farben experimentierte.
1994 wurde Richard Anuszkiewicz zum Mitglied (N.A.) der National Academy, New York, gewählt. Er starb im Mai 2020, vier Tage vor seinem 90. Geburtstag.

## Einzelausstellungen
- 1955: Butler Art Institute, Youngstown, Ohio
- 1960: The Contemporaries, New York
- 1961: The Contemporaries, New York, NY
- 1963: The Contemporaries, New York, NY
- 1965: Sidney Janis Gallery, New York, NY
- 1966: The Cleveland Museum of Art, Cleveland, Ohio
- 1967: Sidney Janis Gallery, New York, NY
- 1967: Galerie Der Spiegel, Köln
- 1967: The Hopkins Center, Hanover, New Hampshire
- 1968: Kent State University, Kent, Ohio
- 1969: Sidney Janis Gallery, New York, NY
- 1971: Sidney Janis Gallery, New York, NY
- 1972: De Cordova Museum, Lincoln, Massachusetts
- 1972: Jacksonville Art Museum, Jacksonville, Florida
- 1972: Loch Haven Art Center, Orlando, Florida
- 1973: Sidney Janis Gallery, New York, NY
- 1973: Summit Art Center, Summit, New Jersey
- 1975: Andrew Crispo Gallery, New York, NY
- 1976: Andrew Crispo Gallery, New York, NY
- 1976: Ulrich Museum of Art, Wichita, Kansas
- 1976: La Jolla Museum of Contemporary Art, La Jolla, Kalifornien
- 1976: Fairlawn Public Library, Fairlawn, New Jersey
- 1977: University Art Gallery, Berkeley, Kalifornien
- 1977: Columbus Museum of Art, Columbus, Ohio
- 1978: Ringling Museum, Sarasota, Florida
- 1978: Allentown Art Museum, Allentown, Pennsylvania
- 1979: Alex Rosenberg Gallery, New York, NY
- 1979: Clark Art Institute, Williamstown, Massachusetts
- 1980: The Brooklyn Museum, Brooklyn, NY
- 1980: The Carnegie Institute, Pittsburgh, Pennsylvania
- 1981: University Fine Arts Galleries, Tallahassee, Florida
- 1981: The Carnegie Institute, Pittsburgh, Pennsylvania
- 1981: Lowe Arts Museum, Coral Gables, Florida
- 1982: Museum of Art Fort Lauderdale, Fort Lauderdale, Florida
- 1982: Museo Rayo, Roldanillo, Valle del Cauca, Kolumbien
- 1982: Centro Colombo-Americano, Bogotá, Kolumbien
- 1982: Fairlawn Public Library, Fairlawn, New Jersey
- 1983: Atlantic Center For The Arts, New Smyrna Beach, Florida
- 1984: Pembroke Gallery, Houston, Texas
- 1984: Butler Art Institute, Youngstown, Ohio
- 1984: Heckscher Museum of Art, Huntington, NY
- 1984: Graham Modern, New York, NY
- 1984: Canton Art Institute, Canton, Ohio
- 1985: Schweyer-Galdo Galleries, Pontiac, Michigan
- 1985: Hokin/Kaufman Gallery, Chicago, Illinois
- 1985: Charles Foley Gallery, Columbus, Ohio
- 1986: Brevard Art Center and Museum, Melbourne, Florida
- 1986: Tampa Museum, Tampa, Florida
- 1986: Pelham Art Center, Pelham, NY